# Franklin Chang-Diaz
Franklin Chang-Díaz (* 5. dubna 1950 v San José, stát Kostarika) je vědecký, řídící pracovník a americký kosmonaut. Ve vesmíru byl sedmkrát.

## Život
Narodil se v hlavním městě Kostariky San José v dubnu 1950. Jeho otcem je Ramón A. Chang-Morales, matkou Maria Eugenia Díaz De Chang. Je vnukem čínského emigranta.

### Studium a zaměstnání
Základní školu absolvoval v rodném městě, střední školu Hartford High Schooll už v USA absolvoval v roce 1969 a pak nastoupil k vysokoškolským studiím. Zakončil je získáním doktorátu v oboru aplikované fyziky plazmatu. Pracoval pak ve výzkumu, později se stal ředitelem Jet Propulsion Laboratory při Johnsonově vědeckém středisku a učil jako profesor na univerzitě v Houstonu.
Oženil se v Louisianě podruhé s Peggy Margueritou a je otcem čtyř dcer.

### Lety do vesmíru
V květnu 1980 byl vybrán v rámci 9 náboru jako letový specialista do oddílu budoucích astronautů, v srpnu 1981 ukončil výcvik. Současně s tím pracoval ve výzkumu v různých odděleních týkajících se kosmu a NASA.
Na oběžnou dráhu se v raketoplánech dostal sedmkrát a strávil ve vesmíru 66 dní, 18 hodin a 16 minut. Absolvoval 3 výstupy do volného vesmíru (EVA) a strávil v něm přes 19 hodin. Byl 197. člověkem ve vesmíru.
- STS-61-C Columbia (12. leden 1986 – 18. leden 1986)
- STS-34 Atlantis (18. říjen 1989 – 23. říjen 1989)
- STS-46 Atlantis (31. července 1992 – 8. srpna 1992)
- STS-60 Discovery (3. února 1994 – 11. února 1994)
- STS-75 Columbia (22. února 1996 – 9. března 1996)
- STS-91 Discovery (2. června 1998 – 12. června 1998)
- STS-111 Endeavour (5. června 2002 – 19. června 2002)